# 中华圣经会北京分会会所

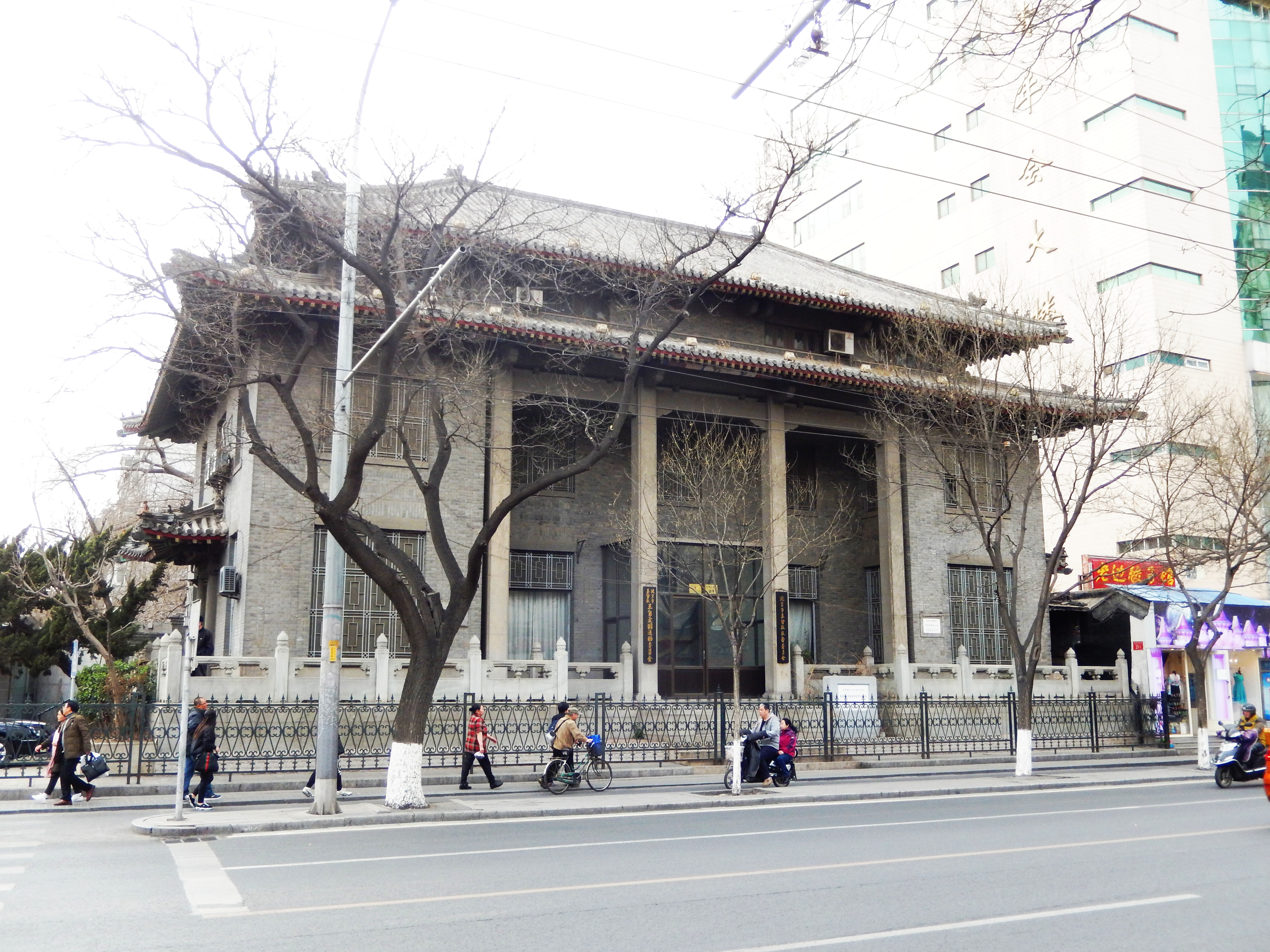
中華聖經會北京分會舊址

中华圣经会北京分会会所，位于北京市东城区东单北大街21号，是原中华圣经会北京分会的会所。现为北京市基督教三自爱国运动委员会及北京市基督教教务委员会的所在地。

## 历史
圣经会是专门印刷并发行基督教《圣经》的机构。清朝道光十三年（1833年），美国圣经会委托在华传教士印行圣经汉语译本。清朝同治十五年（1876年），美国圣经会中华分会在上海成立。光绪十六年（1890年），在北京开办了中华圣经会北京分会（China Bible House Peking Brand），第一任总干事是美国人甘牧师（Dr.T.G.N.Gatrell），但该分会并无印刷厂，仅负责批发及销售业务。
1923年，以美国圣经会的名义在北京购得了一块私人地产，并获美国马里兰州圣经会的捐资，1927年拆除了地面上原有的旧建筑， 1927年8月1日举行了奠基仪式。《圣经会特刊》第三期刊登有：“此屋由长老会建筑工程师打样”，但这位工程师是华人还是洋人则不清楚。1928年秋，中华圣经会北京分会会所建成，成为华北地区分销圣经的中心。
中华人民共和国成立后，经过多次变化，最终该建筑成为北京市基督教三自爱国运动委员会及北京市基督教教务委员会的所在地。
1988年，位于该建筑北侧的北京基督教青年会会所被拆除后，北京基督教青年会迁至该建筑内办公，直到1998年该建筑北侧的“青年会大楼”建成，才从该建筑迁入青年会大楼。
2007年，在该建筑中开始举行北京“海归”团契查经班。
1984年，该建筑以“中华圣经会旧址”之名列入第三批北京市文物保护单位。2013年，该建筑以“基督教中华圣经会北京分会旧址”之名列入第七批全国重点文物保护单位。

## 建筑
此建筑采用中西合璧风格，占地面积1826平方米，平面呈矩形。整座建筑下为1米高的台基，四周有中国传统样式的石栏杆。第一、二层中央各设一个大厅，南北两侧均为次要房间。第三层层高比较低，作为办公室及库房。
此建筑的外墙采用灰砖清水砖墙。南墙上设有一入口，小门厅西侧是楼梯间。大厅北部设有一次要楼梯间，三跑楼梯中间是一座简易升降梯。出北门平台下台阶，可至小后院，此处有一曲尺形平房，是厨房及储藏间。北侧平台下，有一小楼梯可至地下室。底层东南角的屋内有一小铁门通往密室。
此建筑的东、西立面中央均为三开间、两层高的柱廊，海棠角方石柱，横梁处设有雀替，檐下梁头呈石兽形外伸。柱廊两端的墙面第一、二层均开大窗，整座建筑的纱窗均为钢框铜丝纱网，金属窗框外设有安全铁栅。南北入口处均为中式卷棚檐。屋顶为筒瓦屋面，调大脊，饰吻兽。
此建筑的西院另有一栋二层小楼及附属平房、花园，院门朝向南侧的煤渣胡同，该院是该会总经理（总干事）的住所。这栋二层小楼上覆中国传统式屋顶，中西合璧，室内采用西式装修。